# Szemben a Lánchíd oroszlánja
A Szemben a Lánchíd oroszlánja 1993-ban készült televíziós játékfilm. Céljaː Békeffi László, az ismert magyar konferanszié életének bemutatása.

## Cselekmény
Klasszikus cselekmény helyett ebben a tévéjátékban korabeli filmek, kabarék idéződnek fel. A kor nem volt éppen vidító: 1930-as és 40-es évek, majd a második világháború után külföldön töltött idő, amelyhez magyarországi emlékek már nem kötődtek. A felidézett alakokat nagy szeretettel jelenítették meg a film szereplői.

## Szereplők
Békeffi László – Szacsvay László (Balázs Péter, Bánffy György, Cseke Péter, Epres Attila, Für Anikó, Györgyi Anna, Halász Judit, Kern András, Lukács Sándor, Malcsiner Péter, Mikó István, Pápai Erika, Rudolf Péter, Rupnik Károly, Schütz Ila, Sinkó László, Szilágyi Tibor, Szolnoki Tibor, Takács Katalin, Tordy Géza, Tóth Enikő, Varga Mária)